# 艾尔肯·司迪克
艾尔肯·司迪克（Erkin Sidick，1958年—）维吾尔族，新疆阿克苏人，美国喷气推进实验室高级工程师。

## 生平
1978年，艾尔肯·司迪克从阿克苏地区考进新疆大学物理系，在校期间曾任新疆大学学生会副主席、新疆大学团委常委、新疆维吾尔自治区学联主席、新疆维吾尔自治区青联副主席。1979年5月，中华全国学联第十九届委员会主席团组成，伍绍祖出任中华全国学联主席（1981年8月林炎志接任），艾尔肯·司迪克为中华全国学联副主席之一。本届主席团任期至1983年8月。
艾尔肯·司迪克是个非常优秀的学生，从新疆大学物理系本科毕业后，艾尔肯·司迪克成为当年留校任教的十名学生之一，1983年2月至1985年9月在新疆大学任教。1985年，被国家第一批公派到日本大阪电器大学留学，1988年又赴美国加利福尼亚大学学习，1994年11月获加利福尼亚大学电器学博士学位，后来定居美国。
1994年12月，艾尔肯·司迪克加入“东突青年民主联盟” 美国分部。1996年，直接策划并参加在美国的“东突民族解放中心”的成立，并任该组织执行委员，随后当选第一届“世界维吾尔青年代表大会”教科文部部长。“世界维吾尔青年代表大会”是“世界维吾尔代表大会”（简称“世维会”）的前身之一，后者在2003年底被中华人民共和国公安部认定为“东突”恐怖组织。 艾尔肯·司迪克也是在日本、美国留学期间，成为热比娅集团的骨干之一。艾尔肯·司迪克号召中国境外的“东突”组织走向“联合之路”，服从“美国维吾尔联盟”的统一领导。
艾尔肯·司迪克曾多次希望回新疆大学开展学术交流，但均被拒绝。2009年5月，艾尔肯·司迪克回中国新疆维吾尔自治区访问，其间两次到新疆大学，三次到新疆师范大学，连续发表多场演讲。例如2009年5月中旬，艾尔肯·司迪克在新疆大学红湖的湖心亭发表维吾尔语演讲，听众共180多名，大多是新疆大学的少数民族学生。 演讲者事先公布称这是一次为“鼓励少数民族学生创业”而开展的“学术报告”，艾尔肯·司迪克在演讲中普遍涉及少数民族学习汉语及就业问题，触及了许多敏感问题，随后还回答了学生提出的一系列问题，演讲持续约70分钟。此次演讲引起了中共新疆大学党委的注意。此次新疆行程最后，当艾尔肯·司迪克秘密来到新疆医科大学时，被监控录像发现后遭到驱逐。艾尔肯·司迪克走后一个多月后，乌鲁木齐市发生了七五事件。